# Ballata per 4 stagioni
Ballata per 4 stagioni è il quarto album di Ivan Graziani pubblicato nell'aprile del 1976 dall'Etichetta discografica Numero Uno.

## Il disco
L'album, il primo di Graziani per la Numero Uno, l'etichetta di Mogol e Lucio Battisti, fu registrato allo studio Fonoroma di Milano; il tecnico del suono è Piero Bravin.
Le canzoni sono tutte scritte da Ivan Graziani (tranne Donna della terra, la cui musica è scritta da Graziani con Claudio Maioli), ed arrangiate dal cantautore insieme con il produttore del disco, Claudio Pascoli; l'unico brano già conosciuto è Il campo della fiera, che era stato già inciso nel 1973 in una versione acustica per l'album La città che io vorrei.
Tutte le canzoni sono edite dalle edizioni musicali Universale, tranne Il campo della fiera e Il mio cerchio azzurro, edite dalle edizioni musicali Freedom Italiana.
La copertina del disco è stata realizzata da Francesco Logoluso dalla foto di Caesar Monti.
Dall'album fu tratto il 45 giri Ballata per quattro stagioni/E sei così bella.
L'album è stato ristampato in CD nel 1997 dalla BMG Ricordi (numero di catalogo 74321460162)

## Tracce
Parole e musica di Ivan Graziani
Lato A
1. Ballata per 4 stagioni – 3:58
2. Dimmi ci credi tu? – 3:58
3. Il mio cerchio azzurro – 3:31
4. I giorni di novembre – 2:24
5. Donna della terra – 4:03

Lato B
1. Il campo della fiera – 3:12
2. La pazza sul fiume – 3:05
3. Come – 3:33
4. Trench – 4:03
5. E sei così bella – 4:05

## Formazione
- Ivan Graziani - voce, cori, chitarra elettrica, chitarra acustica, dulcimer
- Claudio Maioli - pianoforte, Fender Rhodes, ARP (brano: Il mio cerchio azzurro)
- Hugh Bullen - basso
- Walter Calloni - batteria, percussioni
- Lucio Fabbri - violino, violoncello, viola
- Pier Luigi Mucciolo - tromba, flicorno
- Gianni Bogliano - trombone
- Claudio Pascoli - sax, flauto

Note aggiuntive
- Claudio Pascoli - produttore
- Ivan Graziani e Claudio Pascoli - arrangiamenti
- Claudio Maioli - arrangiamento grand piano (brano: Il mio cerchio azzurro)
- Studio di registrazione: Studi Fonoroma di Milano
- Piero Bravin - tecnico del suono
- Cesare Caesar Monti - fotografia
- Francesco Logoluso - copertina[1]